# Persone di nome Giovanni/Avvocati
| Questa pagina contiene informazioni ricavate automaticamente dalle voci biografiche con l'ausilio del template Bio e di un bot. L'aggiornamento è periodico e automatico e ricostruisce completamente la pagina. Se manca una persona in questa lista, sei pregato di non aggiungerla, ma accertati piuttosto che la sua voce biografica contenga il template Bio e che i dati anagrafici siano correttamente compilati. Se il template Bio manca, inseriscilo tu stesso o, in alternativa, metti l'avviso {{tmp\|Bio}} che ne segnala la mancanza. Se i dati riportati sono sbagliati, correggi direttamente la voce biografica; le modifiche saranno visibili in questa lista entro pochi giorni. Per chiarimenti vedi il progetto antroponimi. La lista contiene solo le 59 persone che sono citate nell'enciclopedia e per le quali è stato implementato correttamente il template Bio. Pagina aggiornata al 7 mar 2025. |

Questa è una lista di persone presenti nell'enciclopedia che hanno il nome Giovanni e sono avvocati.

## A(5)
- Giovanni Battista Adonnino, avvocato e politico italiano (Licata, n. 1889 - † 1973)
- Giovanni Alessio, avvocato e politico italiano (Varapodio, n. 1862 - Palmi, † 1917)
- Giovanni Amici, avvocato e politico italiano (Grottaferrata, n. 1860 - Perugia, † 1921)
- Giovanni Auteri Berretta, avvocato e politico italiano (Catania, n. 1851 - Catania, † 1929)
- Giovanni Francesco Avesani, avvocato, patriota e politico italiano (Venezia, n. 1790 - Milano, † 1861)

## B(6)
- Giovanni Giuseppe Baldi, avvocato e politico italiano (Galliate, n. 1896)
- Giovanni Battista Barinetti, avvocato e politico italiano (Borghetto, n. 1849 - Milano, † 1942)
- Giovanni Battista Billia, avvocato e politico italiano (Codroipo, n. 1840 - Udine, † 1910)
- Giovanni Battista Boldrini, avvocato, politico e rivoluzionario italiano (Ferrara, n. 1766 - Ferrara, † 1836)
- Giovanni Bovetti, avvocato e politico italiano (Mondovì, n. 1901 - Torino, † 1965)
- Giovanni Braschi, avvocato e politico italiano (Mercato Saraceno, n. 1891 - Faenza, † 1959)

## C(8)
- Giovanni Cartia, avvocato e politico italiano (Scicli, n. 1894 - † 1959)
- Giovanni Celesia di Vegliasco, avvocato e politico italiano (Firenze, n. 1868 - Alassio, † 1948)
- Giovanni Ciampitti, avvocato e politico italiano (Isernia, n. 1877 - † 1967)
- Giovanni Ciraolo, avvocato, giornalista e politico italiano (Reggio Calabria, n. 1873 - Roma, † 1954)
- Giovanni Claudio, avvocato e letterato italiano (Pianella - Venezia)
- Giovanni Maria Cornaggia Medici, avvocato e politico italiano (Milano, n. 1899 - † 1979)
- Giovanni Correale Santacroce, avvocato e politico italiano (Siderno, n. 1909)
- Giovanni Cosattini, avvocato e politico italiano (Cittaducale, n. 1878 - Udine, † 1954)

## D(4)
- Giovanni Avossa, avvocato italiano (Salerno, n. 1798 - Napoli, † 1868)
- Giovanni Battista De Nobili, avvocato e politico italiano (La Spezia, n. 1824 - La Spezia, † 1886)
- Giovanni Dossena, avvocato e politico italiano (Alessandria, n. 1814 - Alessandria, † 1899)
- Gian Secondo de Canis, avvocato, storico e numismatico italiano (Magliano Alfieri, n. 1768 - Castelnuovo Calcea, † 1830)

## F(4)
- Giovanni Fabbrici, avvocato e politico italiano (Novellara, n. 1888 - Roma, † 1950)
- Giovanni Facheris, avvocato e politico italiano (Treviglio, n. 1848 - Milano, † 1918)
- Giovanni Favoino di Giura, avvocato, giornalista e scrittore italiano (Chiaromonte, n. 1885 - Chiaromonte, † 1967)
- Giovanni Finetti, avvocato e giurista italiano (Venezia, n. 1529 - Venezia, † 1613)

## G(4)
- Giovanni Filippo Galvagno, avvocato e politico italiano (Torino, n. 1801 - Torino, † 1874)
- Giovanni Battista Gianquinto, avvocato, politico e partigiano italiano (Trapani, n. 1905 - Venezia, † 1987)
- Giovanni Scano, avvocato e politico italiano (Calangianus, n. 1902 - Roma, † 1948)
- Giovanni Gottardi, avvocato e politico italiano (Brescia, n. 1840 - Brescia, † 1915)

## I(1)
- Giovanni Indri, avvocato e politico italiano (Padova, n. 1873 - Pistoia, † 1951)

## J(1)
- Giovanni Jauch, avvocato, editore e politico svizzero (Bellinzona, n. 1806 - San Bernardino, † 1877)

## L(5)
- Giovanni Battista Laderchi, avvocato italiano (Laderchio, n. 1538 - Modena, † 1618)
- Giovanni Lamanna, avvocato e politico italiano (Crucoli, n. 1919 - Crucoli, † 2007)
- Giovanni Lauzi, avvocato, prefetto e politico italiano (Milano, n. 1800 - Calcabbio, † 1885)
- Giovanni Lombardi Stronati, avvocato italiano (Roma, n. 1963)
- Giovanni Battista Lucini, avvocato, letterato e librettista italiano (Ancona, n. 1639 - Roma, † 1709)

## M(5)
- Titta Madia, avvocato, politico e giornalista italiano (Petilia Policastro, n. 1894 - Roma, † 1976)
- Giovanni Battista Marziali, avvocato, prefetto e militare italiano (Alberoro, n. 1895 - Firenze, † 1948)
- Giovanni Milani, avvocato e politico italiano (Padova, n. 1883 - Padova, † 1961)
- Giovanni Battista Monti, avvocato, politico e notaio svizzero (Balerna, n. 1781 - Balerna, † 1859)
- Giovanni Battista Morana, avvocato e politico italiano (Palermo, n. 1833 - Cairo, † 1900)

## N(3)
- Giovanni Battista Nicolini, avvocato, patriota e politico italiano (Brescia, n. 1794 - Brescia, † 1870)
- Giovanni Noè, avvocato, anarchico e politico italiano (Messina, n. 1866 - Messina, † 1908)
- Domenico Nuvoloni, avvocato e politico italiano (Castellaro, n. 1866 - Sanremo, † 1936)

## O(1)
- Giovanni Oddone, avvocato e politico italiano (Alessandria, n. 1826 - Alessandria, † 1911)

## P(4)
- Giovanni Battista Paganuzzi, avvocato e politico italiano (Venezia, n. 1841 - Venezia, † 1923)
- Giovanni Pavoni, avvocato e politico italiano (Orzinuovi, n. 1852 - Brescia, † 1903)
- Giovanni Perlingieri, avvocato e politico italiano (Benevento, n. 1906 - Benevento, † 1972)
- Giovanni Perni, avvocato e politico italiano (n. 1894 - Catania, † 1979)

## Q(1)
- Giovanni Quistini, avvocato e politico italiano (Villa Carcina, n. 1841 - Gardone Val Trompia, † 1913)

## S(1)
- Giovanni Severi, avvocato e politico italiano (Arezzo, n. 1843 - Arezzo, † 1915)

## U(1)
- Giovanni Maria Ubertazzi, avvocato e giurista italiano (Brescia, n. 1919 - Milano, † 2005)

## V(4)
- Giovanni Battista Varè, avvocato, politico e patriota italiano (Venezia, n. 1817 - Roma, † 1884)
- Giovanni Vidari, avvocato e politico italiano (Pavia, n. 1821 - Pavia, † 1894)
- Giovanni Villa, avvocato e politico italiano (Corte de' Cortesi con Cignone, n. 1862 - Roma, † 1930)
- Giovanni Vincenzo Virginio, avvocato e agronomo italiano (Cuneo, n. 1752 - Torino, † 1830)

## Z(1)
- Giovanni Fortunato Zamboni, avvocato, presbitero e storico italiano (n. 1756 - † 1850)